# 오요시 (도쿠가와 요시노부의 첩)
오요시(일본어: お芳 およし[*], 생몰년미상)는 에도 시대의 여성으로, 15대 쇼군 도쿠가와 요시노부의 첩이다. 측실로 표기되는 경우도 있다.

## 생애
에도의 마치히케시 신몬 타츠고로의 딸로 태어났다. 어머니는 마치다 진에몬의 딸 니시키이다. 그 후, 요시노부의 첩이 되었다. 아버지 타츠고로는 요시가 요시노부의 첩이 됨으로써, 겐지 원년 (1864년)에 금리어수위총독에 임명된 요시노부가 교토로 상락할 때, 아들을 이끌고 상락하여, 니조성의 경비 등을 맡았다.
게이오 4년 1월 6일 (1868년), 요시노부와 함께 오사카성을 탈출하여, 카이요마루에 올라, 요시노부 일행과 함께 에도로 돌아간 것으로 기록되어 있다.
메이지 유신 이후, 요시노부는 신무라 노부, 나카네 사치 이외의 측실과 이혼한 것으로 알려져, 다시 요시노부를 시중드는 일은 없었다.